# کنتو میائورا
کنتو میائورا (انگلیسی: Kento Miyaura؛ زادهٔ ۲۲ فوریهٔ ۱۹۹۹) بازیکن والیبال اهل ژاپن است.